# دیو شیپرلی
دیو شیپرلی (انگلیسی: Dave Shipperley؛ ۱۲ آوریل ۱۹۵۲ – ۲۱ ژانویهٔ ۲۰۱۷) یک ورزشکار اهل بریتانیا بود.
از باشگاه‌هایی که در آن بازی کرده‌است می‌توان به باشگاه فوتبال ریدینگ، باشگاه فوتبال چارلتون اتلتیک، باشگاه فوتبال پلیموث آرگیل و باشگاه فوتبال جیلینگام اشاره کرد.